# Rainer Schüttler
Rainer Schüttler (* 25. duben 1976, Korbach, Německo) je bývalý německý profesionální tenista.
 Ve své kariéře vyhrál 4 turnaje ATP World Tour ve dvouhře a 4 turnaje ve čtyřhře.

## Finálové účasti na turnajích Grand Slamu (1)

### Dvouhra - prohry (1)
| Rok  | Turnaj          | Soupeř ve finále | Výsledek      |
| 2003 | Australian Open | Andre Agassi     | 6-2, 6-2, 6-1 |

## Finálové účasti na turnajích ATP World Tour (21)

### Dvouhra - výhry (4)
| Legenda                                                       |
| ATP International Series Gold / ATP World Tour 500 Series (1) |
| ATP International Series / ATP World Tour 250 Series (3)      |

| Č. | Datum          | Turnaj          | Povrch  | Soupeř ve finále   | Výsledek      |
| 1. | 8. leden 1999  | Dauhá, Katar    | tvrdý   | Tim Henman         | 6-4, 5-7, 6-1 |
| 2. | 23. září 2001  | Šanghaj, Čína   | tvrdý   | Michel Kratochvil  | 6-3, 6-4      |
| 3. | 5. říjen 2003  | Tokio, Japonsko | tvrdý   | Sébastien Grosjean | 7-65, 6-2     |
| 4. | 12. říjen 2003 | Lyon, Francie   | koberec | Arnaud Clément     | 7-5, 6-3      |

### Dvouhra - prohry (8)
| Legenda                                                  |
| Grand Slam (1)                                           |
| ATP Masters Series / ATP World Tour Masters 1000 (1)     |
| ATP International Series / ATP World Tour 250 Series (6) |

| Č. | Datum          | Turnaj                     | Povrch | Vítěz             | Výsledek            |
| 1. | 10. duben 1999 | Čennaj, Indie              | tvrdý  | Byron Black       | 6-4, 1-6, 6-3       |
| 2. | 8. leden 2000  | Dauhá, Katar               | tvrdý  | Fabrice Santoro   | 3-6, 7-5, 3-0 skreč |
| 3. | 30. září 2001  | Hongkong, Čína             | tvrdý  | Marcelo Ríos      | 7-63, 6-2           |
| 4. | 27. říjen 2001 | Petrohrad, Rusko           | tvrdý  | Marat Safin       | 3-6, 6-3, 6-3       |
| 5. | 4. květen 2002 | Mnichov, Německo           | antuka | Younes El Aynaoui | 6-4, 6-4            |
| 6. | 25. leden 2003 | Australian Open, Austrálie | tvrdý  | Andre Agassi      | 6-2, 6-2, 6-1       |
| 7. | 14. září 2003  | Costa Do Sauipe, Brazílie  | tvrdý  | Sjeng Schalken    | 6-2, 6-4            |
| 8. | 25. duben 2004 | Monte Carlo, Monako        | antuka | Guillermo Coria   | 6-2, 6-1, 6-3       |

### Čtyřhra - výhry (4)
| Legenda                                                       |
| ATP International Series Gold / ATP World Tour 500 Series (1) |
| ATP International Series / ATP World Tour 250 Series (3)      |

| Č. | Datum             | Turnaj             | Povrch | Partner         | Soupeři ve finále              | Výsledek       |
| 1. | 22. červenec 2001 | Stuttgart, Německo | antuka | Guillermo Cañas | Michael Hill Jeff Tarango      | 4-6, 7-61, 6-4 |
| 2. | 9. leden 2005     | Čennaj, Indie      | tvrdý  | Yen-hsun Lu     | Mahesh Bhupathi Jonas Björkman | 7-5, 4-6, 7-64 |
| 3. | 20. duben 2008    | Houston, USA       | antuka | Ernests Gulbis  | Pablo Cuevas Marcel Granollers | 7-5, 7-63      |
| 4. | 4. květen 2008    | Mnichov, Německo   | antuka | Michael Berrer  | Scott Lipsky David Martin      | 7-5, 3-6, 10-8 |

### Čtyřhra - prohry (5)
| Legenda                                                  |
| Olympijské hry (1)                                       |
| ATP International Series / ATP World Tour 250 Series (4) |

| Č. | Datum             | Turnaj            | Povrch | Partner          | Vítězové                        | Výsledek                 |
| 1. | 26. říjen 2003    | Petrohrad, Rusko  | tvrdý  | Michael Kohlmann | Julian Knowle Nenad Zimonjić    | 7-61, 6-3                |
| 2. | 21. srpen 2004    | Atény 2004, Řecko | tvrdý  | Nicolas Kiefer   | Fernando González Nicolás Massú | 6-2, 4-6, 3-6, 7-67, 6-4 |
| 3. | 10. červenec 2005 | Gstaad, Švýcarsko | antuka | Michael Kohlmann | František Čermák Leoš Friedl    | 7-66, 7-611              |
| 4. | 18. červen 2006   | Halle, Německo    | tráva  | Michael Kohlmann | Fabrice Santoro Nenad Zimonjić  | 6-0, 6-4                 |
| 5. | 19. únor 2007     | San José, USA     | tvrdý  | Chris Haggard    | Eric Butorac Jamie Murray       | 7-5, 7-66                |

## Davisův pohár
Rainer Schüttler se zúčastnil 11 zápasů v Davisově poháru za tým Německa s bilancí 9-6 ve dvouhře a 0-3 ve čtyřhře.

## Postavení na žebříčku ATP na konci sezóny

### Dvouhra
| Rok    | 1994 | 1995   | 1996   | 1997   | 1998   | 1999  | 2000  | 2001  | 2002  | 2003 | 2004  | 2005  | 2006  | 2007   | 2008  | 2009  |
| Pořadí | 772. | ▲ 445. | ▲ 329. | ▲ 123. | ▲ 111. | ▲ 47. | ▲ 45. | ▲ 43. | ▲ 33. | ▲ 6. | ▼ 42. | ▼ 89. | ▼ 95. | ▼ 130. | ▲ 30. | ▼ 85. |

### Čtyřhra
| Rok    | 1994  | 1995   | 1996   | 1997   | 1998   | 1999   | 2000   | 2001   | 2002   | 2003  | 2004  | 2005  | 2006  | 2007  | 2008   | 2009   |
| Pořadí | 1070. | ▲ 758. | ▲ 651. | ▲ 421. | ▲ 283. | ▼ 419. | ▲ 194. | ▲ 135. | ▼ 146. | ▲ 73. | ▲ 70. | ▲ 53. | ▼ 74. | ▲ 67. | ▼ 101. | ▼ 151. |